# Leptostomias macropogon
Leptostomias macropogon is een straalvinnige vissensoort uit de familie van Stomiidae. De wetenschappelijke naam van de soort is voor het eerst geldig gepubliceerd in 1930 door Norman.